# Graham King
Graham King (19 de diciembre de 1961) es un productor de cine británico. Ha sido nominado en cuatro ocasiones al Óscar a la mejor película por sus producciones de El aviador (The Aviator) (2004), Hugo (2011), Bohemian Rhapsody (2018), e Infiltrados (The Departed) (2006), con la cual ganó con esta última.

## Carrera
King es presidente de la productora GK Films. Es conocido sobre todo con su película The Departed, con el que ganó el premio Óscar a la mejor película en 2007, y Bohemian Rhapsody, por la que fue nominada a cinco primeros, incluida la mejor película, y con la que ganó cuatro.
King ha producido muchos éxitos de taquilla como The Departed (289.8 millones de dólares en todo el mundo), The Tourist (278.3 millones de dólares), o Bohemian Rhapsody, (910 millones de dólares con un presupuesto de 50 millones). Bohemian Rhapsody finalmente se convirtió en la sexta película más taquillera de 2018 en todo el mundo y biopic musical más taquillera de todos los tiempos, y en 2022 fue nombrada coma una de los cinco mayores éxitos de la 20th Century Fox.

## Filmografía
Productor
- Dr. T y las mujeres (Dr. T & the Women) (2000) (coproductor)
- El aviador (The Aviator) (2004)
- Infiltrados (The Departed) (2006)
- Diamante de sangre (Blood Diamond) (2006)
- Next (2007)
- La reina Victoria (The Young Victoria) (2009)
- Al límite (Edge of Darkness) (2010)
- The Town (2010)
- London Boulevard (2010)
- The Tourist (2010)
- Rango (2011)
- La invención de Hugo (Hugo) (2011)
- Los diarios del ron (The Rum Diary) (2011)
- En tierra de sangre y miel (In the Land of Blood and Honey) (2011)
- Sombras tenebrosas (Dark Shadows) (2012)
- Jersey Boys (2014)
- La quinta ola (The 5th Wave) (2016)
- Aliados (Allied) (2016)
- Tomb Raider (2018)
- Delirium (2018)
- Bohemian Rhapsody (2018)
- Imperdonable (The Unforgivable) (2021)
- Michael (2025)

## Premios y distinciones
Óscar
| Año  | Categoría      | Película          | Resultado |
| ---- | -------------- | ----------------- | --------- |
| 2005 | Mejor Película | El aviador        | Nominado  |
| 2007 | Mejor película | Infiltrados       | Ganador   |
| 2012 | Mejor película | Hugo              | Nominado  |
| 2019 | Mejor película | Bohemian Rhapsody | Nominado  |